# Žižki
Žižki (madžarsko Zsizsekszer) je prekmurska vas in leži v Občini Črenšovci, v osrednjem delu Dolinskega. Potok (Suhi) Jarek vas deli na Gornji in Dolnji del. Žižki mejijo na tri sosednje vasi: Črenšovce, Trnje in Veliko Polano. Oddaljenost Žižkov od Lendave je 10 km, od Murske Sobote pa 20 km.

## Ljudje
V Žižkih živi 617 prebivalcev, registriranih pa je 153 hišnih številk. Otroci obiskujejo osnovno šolo in vrtec v Črenšovcih, srednješolci se večinoma izobražujejo v Murski Soboti ali Ljutomeru, študenti pa v Mariboru ali [[Ljubljana|Ljubljani].Ljudje so večinoma zaposleni v Lendavi ali Murski Soboti. Število kmetij, predvsem manjših in starejših, upada, pa je v Žižkih registriranih več deset samostojnih podjetnikov, ki se ukvarjajo z različnimi obrtmi,najbolj znano je KIT Žižki.

## Zgodovina
Zgodovinski prikaz o izvoru teh krajev najdemo v knjigi zgodovinarja in duhovnika dr. Ivana Zelka iz Črenšovec: Gospodarska in družbena struktura turniške pražupnije po letu 1381. Pri popisu kmetij turniške pražupnije leta 1381 se omenja zaselek Markushaza. To je bila manjša kmetija z ustrezno kmetijsko površino (stara hiša). Iz tega zaselka se je razvila vas Žižki. Poimenovanje vasi datira iz 17. stoletja. Kronika turniške pražupnije navaja, da je bilo okrog leta 1669 v tem kraju osem družinskih poglavarjev z imenom Sisek (Žižek). Od tod naj bi dobila vas Žižki svoje ime. 

## Društva
Prebujanje kulturne zavesti ljudi v Žižkih nekako sovpada z ustanovitvijo gasilskega društva Žižki. Zavetniku gasilcev, sv. Florijanu, je posvečena tudi vaška kapela, kjer se vsako leto ob proščenju zberejo gasilci iz okoliških vasi.
Bujen in žlahten razcvet kulturnega življenja v kraju beležimo s prihodom šolskih sester v Žižke. V tistem času je v Črensovcih živel in delal častni kanonik g. Jožef Klekl, ki je kmečke ljudi in mladino spodbujal h kulturnemu delovanju. O ponovnem organiziranem kulturnem življenju govorimo od leta 1971, ko je bilo ustanovljeno KUD »Fran Saleški Finžgar« Žižki.